# حلب: صعود وسقوط المدينة التجارية الكبرى في سوريا
حلب: صعود وسقوط المدينة التجارية الكبرى في سوريا هو كتاب واقعي من تأليف فيليب مانسيل، عن دار أي بي توريس في عام 2016. يتعلق الأمر حلب وكيف تحولت من مدينة أكثر ازدهارًا وعالمية إلى مدينة دمرتها الحرب.

## محتويات
تاريخ حلب من عام 1516 حتى وقت نشر الكتاب يحتل نسبة 25% الأولية بينما الأجزاء الأخرى من الكتاب عبارة عن كتابات رحلات من فترات زمنية مختلفة، مع العديد من الروايات التي كتبها أشخاص من العالم الغربي.

## استقبال
جاستن ماروزي كتب أن المؤلف "يمارس عمله بأسلوب بارع وممتع وخاص في نفس الوقت". وقال أن الكتاب "الأنيق والرثائي" هو نصب تذكاري ثمين لمدينة كانت رائعة ذات يوم والتي تحولت إلى مدينة خراب وبؤس.
كتبت ألف شفق أن المؤلف لديه شغف حقيقي بحلب و"يقدم منظورًا فريدًا للثقافات المحيطة بالبحر الأبيض المتوسط". وأشارت إلى أنه "كتاب مكتوب ببلاغة يُقرأ أحيانًا مثل مرثية لأسواق حلب، ويحتضن النظرة العالمية والتنوع الثقافي".

## روابط خارجية
- دار بلومزبري للنشر: رابط المملكة المتحدة ورابط الولايات المتحدة
- حلب: صعود وسقوط المدينة التجارية الكبرى في سوريا من الموقع الرسمي لفيليب مانسيل